# Karmazsin-gyümölcsgalamb
A karmazsin-gyümölcsgalamb (Ptilinopus marchei) a madarak osztályának galambalakúak (Columbiformes) rendjébe és a galambfélék (Columbidae) családjába tartozó faj.

## Rendszerezése
A fajt Emile Oustalet francia zoológus írta le 1880-ban. Sorolják a Ramphiculus nembe Ramphiculus marchei néven is.

## Előfordulása
A Fülöp-szigetekhez tartozó Luzon szigetén honos. Természetes élőhelyei szubtrópusi és trópusi síkvidéki és hegyi esőerdők. Állandó, nem vonuló faj.

## Megjelenése
Átlagos testhossza 40 centiméter.

## Természetvédelmi helyzete
Az elterjedési területe kicsi és az erdőirtás következtében még csökken is, egyedszáma 10 000 alatti és csökken. A Természetvédelmi Világszövetség Vörös listáján sebezhető fajként szerepel.